# ハイシャパラル
ハイシャパラル (High Chaparral) はアイルランドの競走馬。2002年と2003年のエクリプス賞最優秀芝牡馬。2003年のワールドシリーズ・レーシング・チャンピオンシップ総合優勝馬。名前の由来は「樫の高木の密林」の意。

## 概要
2002,03年の欧州競馬を引っ張った一流馬で、エプソムダービー、アイリッシュダービー、ブリーダーズカップ・ターフ連覇など、華々しい成績を残した。引退後はクールモアスタッドで種牡馬として供用され、北半球と南半球の双方で優れた産駒を送り出した。

## 戦績

### 2歳・3歳時代
タタソールズ・ホウトン・イヤリングセールでは27万ギニー（約4700万円）で取引される。デビュー戦こそ2着に敗れたものの、ダービーへの登竜門とされるレーシングポストトロフィー (G1) を制す等2歳時からすでに頭角を現していた。
翌シーズンもバリサックスステークス（L）を7馬身差で圧勝し、幸先のいいスタートを切る。そしてアイリッシュダービートライアルステークス (G3) も快勝しエプソムダービー (G1) へと駒を進める。だが、エプソムダービーでは共にマイケル・キネーンを主戦騎手とする同じ厩舎のホークウイングも出走するため、選択を迫られたキネーンは結局ホークウイングを選び、ハイシャパラルはジョニー・ムルタを背にエプソムダービーへと挑むことになった。レースでは1番人気こそホークウイングに譲ったが、早め先頭に抜け出すと、追撃するホークウイングを2馬身、翌年ドバイワールドカップに優勝するムーンバラッドを14馬身も振り切り優勝した。さらにその後、比較的手薄だったアイリッシュダービー (G1) も楽勝し、秋競馬に向けて休養に入った。
迎えた凱旋門賞 (G1) では1番人気に押されたものの臨戦過程は万全ではなく、体調を崩し前哨戦となるニエル賞 (G2) も回避していた。対する相手はこの年のジョッケクルブ賞 (G1) 優勝馬で前走ニエル賞も快勝していたスラマニ、前年2着のアクワレリスト等であった。日本からも同年の天皇賞（春）優勝馬マンハッタンカフェが出走していた。ハイシャパラルは直線1度は先頭に立ったものの、病み上がりが影響したのか意外に伸びずマリエンバードの3着に終わっている。この後アメリカに遠征、ブリーダーズカップ・ターフ (G1) でウイズアンティシペイションを下してエクリプス賞芝牡馬チャンピオンに選出された。

### 古馬時代
翌春は肩に問題を抱え全休。8月のロイヤルウィップステークス (G2) で復帰するとアイリッシュチャンピオンステークス (G1) ではアラムシャー、ファルブラヴ、ムーンバラッド、イズリントン、ヴィンテージティプル等の強豪を抑え貫禄勝ちを見せる。だが続いて出走した2度目の凱旋門賞では再び1番人気に押されたもののダラカニの3着に敗れた。そしてブリーダーズカップ・ターフを連覇した後に引退した。この年は2年連続となるエクリプス賞芝牡馬チャンピオンに選出されている。凱旋門賞は2年連続1番人気の3着に敗れたものの、それ以外はデビュー戦しか敗れておらず全てのレースで3着以内に入った。近年のエプソムダービー優勝馬にしてはめずらしく長い間安定して能力を発揮した名馬であった。

### 競走成績
| 出走日         | 競馬場             | 競走名                     | 格 | 距離     | 着順 | 騎手           | 着差      | 1着（2着）馬         |
| -------------- | ------------------ | -------------------------- | -- | -------- | ---- | -------------- | --------- | -------------------- |
| 2001年09月30日 | パンチェスタウン   | 未勝利                     |    | 芝7.5f   | 2着  | M.キネーン     | 短頭      | Hot Trotter          |
| 2001年10月07日 | ティペラリー       | 未勝利                     |    | 芝7f     | 1着  | J.ヘファーナン | 2 1/2馬身 | (Querin Pier)        |
| 2001年10月27日 | ドンカスター       | レーシングポストトロフィー | G1 | 芝8f     | 1着  | K.ダーレイ     | 3/4馬身   | (Castle Gandolfo)    |
| 2002年04月14日 | レパーズタウン     | バリサックスS              | L  | 芝10f    | 1着  | M.キネーン     | 7馬身     | (Twentytwoandchange) |
| 2002年05月12日 | レパーズタウン     | 愛ダービートライアルS      | G3 | 芝10f    | 1着  | J.ヘファーナン | 1馬身     | （In Time's Eye）    |
| 2002年06月18日 | エプソム           | ダービー                   | G1 | 芝12f10y | 1着  | J.ムルタ       | 2馬身     | (Hawk Wing)          |
| 2002年06月30日 | カラ               | 愛ダービー                 | G1 | 芝12f    | 1着  | M.キネーン     | 3 1/2馬身 | (Shokokhov)          |
| 2002年10月06日 | ロンシャン         | 凱旋門賞                   | G1 | 芝2400m  | 3着  | M.キネーン     | 1 1/4馬身 | Marienbard           |
| 2002年10月26日 | アーリントンパーク | BCターフ                   | G1 | 芝12f    | 1着  | M.キネーン     | 1 1/4馬身 | (With Anticipation)  |
| 2003年08月10日 | カラ               | ロイヤルウィップS          | G2 | 芝10f    | 1着  | M.キネーン     | 3/4馬身   | (Imperial Dancer)    |
| 2003年09月06日 | レパーズタウン     | 愛チャンピオンS            | G1 | 芝10f    | 1着  | M.キネーン     | クビ      | （Falbrav）          |
| 2003年10月05日 | ロンシャン         | 凱旋門賞                   | G1 | 芝2400m  | 3着  | M.キネーン     | 5 3/4馬身 | Dalakhani            |
| 2003年10月25日 | サンタアニタ       | BCターフ                   | G1 | 芝12f    | 1着  | M.キネーン     | 同着      | Johar                |

## 種牡馬時代
引退後はアイルランドのクールモアスタッドで種牡馬入りした。産駒は2007年にデビュー。シャトル種牡馬としてニュージーランド、オーストラリアでも供用されており、多くの活躍馬を輩出した。とりわけオーストラリアでは、北半球と南半球でG1を合計10勝したソーユーシンク、シドニー秋季3歳三冠を達成したイッツアダンディールといった、中距離の傑出馬を送り出している。
2014年末に疝痛で馬専門病院に搬送され、開腹手術を行ったものの腸に穴が開いていて手の施しようがなく、安楽死処分となった。

### 主な産駒

#### G1級競走優勝馬
勝ち鞍はG1級競走のみ表記。

##### 北半球
- 2006年産
  - Redwood - ノーザンダンサーターフステークス
- 2007年産
  - Wigmore Hall - ノーザンダンサーターフステークス連覇
- 2008年産
  - High Jinx - カドラン賞
- 2009年産
  - Wrote - ブリーダーズカップ・ジュヴェナイルターフ
- 2010年産
  - Toronado - サセックスステークス、クイーンアンステークス
- 2011年産
  - Free Eagle - プリンスオブウェールズステークス
  - Lucky Lion - バイエリチェスツフトレネン

##### 南半球
- 2006年産
  - Monaco Consul - スプリングチャンピオンステークス、ヴィクトリアダービー
  - So You Think - コックスプレート連覇、アンダーウッドステークス、ヤルンバステークス、マッキノンステークス、タタソールズゴールドカップ連覇、エクリプスステークス、アイリッシュチャンピオンステークス、プリンスオブウェールズステークス
  - Shoot Out - ランドウィックギニーズ、オーストラリアンダービー、チッピングノートンステークス連覇、ジョージメインステークス
  - Descarado - コーフィールドカップ、コーフィールドステークス
- 2009年産
  - It's A Dundeel - シドニー秋季3歳三冠（ランドウィックギニーズ、ローズヒルギニー、オーストラリアンダービー）、スプリングチャンピオンステークス、アンダーウッドステークス、クイーンエリザベスステークス
- 2010年産
  - Contributer - チッピングノートンステークス、ランヴェットステークス
  - Pondarosa Miss - イースターハンデキャップ
- 2011年産
  - Fenway - ヴァイネリースタッドステークス

#### 母の父としての日本調教馬
- ユニコーンライオン - 鳴尾記念、福島記念
- シゲルピンクダイヤ - 桜花賞2着、秋華賞3着
- シゲルピンクルビー - フィリーズレビュー
- エリキング - 京都2歳ステークス

## 血統表
| ハイシャパラルの血統        | ハイシャパラルの血統            | ハイシャパラルの血統 | （血統表の出典）     | （血統表の出典） |
| 父系                        | サドラーズウェルズ系            | サドラーズウェルズ系 | サドラーズウェルズ系 | [ § 2 ]          |
| 父 Sadler's Wells 1981 鹿毛 | 父の父Northern Dancer 1961 鹿毛 | Nearctic             | Nearco               | Nearco           |
| 父 Sadler's Wells 1981 鹿毛 | 父の父Northern Dancer 1961 鹿毛 | Nearctic             | Lady Angela          |                  |
| 父 Sadler's Wells 1981 鹿毛 | 父の父Northern Dancer 1961 鹿毛 | Natalma              | Native Dancer        | Native Dancer    |
| 父 Sadler's Wells 1981 鹿毛 | 父の父Northern Dancer 1961 鹿毛 | Natalma              | Almahmoud            |                  |
| 父 Sadler's Wells 1981 鹿毛 | 父の母Fairy Bridge 1975 鹿毛    | Bold Reason          | Hail to Reason       | Hail to Reason   |
| 父 Sadler's Wells 1981 鹿毛 | 父の母Fairy Bridge 1975 鹿毛    | Bold Reason          | Lalun                |                  |
| 父 Sadler's Wells 1981 鹿毛 | 父の母Fairy Bridge 1975 鹿毛    | Special              | Forli                | Forli            |
| 父 Sadler's Wells 1981 鹿毛 | 父の母Fairy Bridge 1975 鹿毛    | Special              | Thong                |                  |
| 母 Kasora 1993 鹿毛         | 母の父Darshaan 1981 黒鹿毛      | Shirley Heights      | Mill Reef            | Mill Reef        |
| 母 Kasora 1993 鹿毛         | 母の父Darshaan 1981 黒鹿毛      | Shirley Heights      | Hardiemma            |                  |
| 母 Kasora 1993 鹿毛         | 母の父Darshaan 1981 黒鹿毛      | Delsy                | Abdos                | Abdos            |
| 母 Kasora 1993 鹿毛         | 母の父Darshaan 1981 黒鹿毛      | Delsy                | Kelty                |                  |
| 母 Kasora 1993 鹿毛         | 母の母Kozana 1982 黒鹿毛        | Kris                 | Sharpen Up           | Sharpen Up       |
| 母 Kasora 1993 鹿毛         | 母の母Kozana 1982 黒鹿毛        | Kris                 | Doubly Sure          |                  |
| 母 Kasora 1993 鹿毛         | 母の母Kozana 1982 黒鹿毛        | Koblenza             | Hugh Lupus           | Hugh Lupus       |
| 母 Kasora 1993 鹿毛         | 母の母Kozana 1982 黒鹿毛        | Koblenza             | Kalimara             |                  |
| 母系(F-No.)                 | (FN:1-n)                        | (FN:1-n)             | (FN:1-n)             | [ § 3 ]          |
| 5代内の近親交配             | なし                            | なし                 | なし                 | [ § 4 ]          |
| 出典                        | 1. 2. 3. 4.                     | 1. 2. 3. 4.          | 1. 2. 3. 4.          | 1. 2. 3. 4.      |

### 血統背景
父は大種牡馬サドラーズウェルズ、母カソラは未出走馬。全弟のブラックベアーアイランド (BLACK BEAR ISLAND) はダンテステークスの勝ち馬。